# Pseudohydromys sandrae
Pseudohydromys sandrae — вид мишоподібних гризунів родини мишеві (Muridae).

## Опис
Гризун невеликого розміру, з довжиною голови і тіла 102 мм, довжина хвоста 95 мм, довжина стопи 21 мм, довжина вух 10.5 мм, вага до 20 грамів. Шерсть коротка. Верхні частини тіла світло-сіро-коричневі, черевні частини білі. Лінія розмежування уздовж сторін чітка. Вуха сірі. Зовнішні частини ніг білі. Хвіст коротший, ніж голова і тіло, рівномірно світлий, з білявими плямами.

## Поширення, екологія
Цей вид відомий тільки по дорослому самцю, зловленому в Південному Нагір'ї провінції Папуа Нової Гвінеї. Він живе в моховому гірському лісі, на висоті від 800 до 850 метрів над рівнем моря.